# Nathan Levinson
Nathan Levinson (New York, 15 luglio 1888 – Los Angeles, 18 ottobre 1952) è stato un ingegnere del suono statunitense.
È stato candidato più volte a vari premi Oscar vincendo quello per il miglio sonoro nell'edizione del 1943 per il suo lavoro nel film Ribalta di gloria.